# Републикански път III-667
Републикански път IIІ-667 е третокласен път, част от Републиканската пътна мрежа на България, преминаващ по територията на области Стара Загора и Пловдив. Дължината му е 40,5 км.
Пътят се отклонява наляво при 115,3 км на Републикански път II-66 в центъра на село Плодовитово и се насочва на юг през Горнотракийската низина. След 2 км навлиза в Пловдивска област, минава през село Градина и достига до град Първомай. Там завива на югозапад, в квартал „Дебър“ пресича Републикански път I-8, минава през селата Поройна и Дълбок извор, завива на запад и през селата Патриарх Евтимово и Козаново достига до източната част на град Асеновград, където се съединява с Републикански път III-804 при неговия 19 км.
| Пътища, отклоняващи се надясно (населено място, № на пътя, посока на пътя)     | Км   | Пътища, отклоняващи се наляво (посока на пътя, № на пътя, населено място)         |
| ------------------------------------------------------------------------------ | ---- | --------------------------------------------------------------------------------- |
| Община Братя Даскалови, Област Стара Загора, II-66, 115,3 км, с. Плодовитово ← | 0,0  | ← с. Плодовитово, 115,3 км, II-66, Област Стара Загора, Община Братя Даскалови    |
| Община Първомай, Област Пловдив                                                | 1,9  | Област Пловдив, Община Първомай                                                   |
| с. Градина                                                                     | 3,9  | → с. Градина, общински път (за с. Крушево)                                        |
| (за с. Виница) общински път, гр. Първомай ←                                    | 8    | гр. Първомай                                                                      |
| гр. Първомай                                                                   | 9    | → гр. Първомай, общински път (за с. Караджалово)                                  |
| (от ГКПП Калотина) I-8, 265,9 км, гр. Първомай (кв. „Дебър“) →                 | 12,6 | → гр. Първомай (кв. „Дебър“), 265,9 км, I-8 (до ГКПП Капитан Андреево - Капъкуле) |
| с. Поройна                                                                     | 19,5 | ← с. Поройна, 20 км, III-5802 (от с. Тополово)                                    |
| с. Дълбок извор                                                                | 22,1 | с. Дълбок извор                                                                   |
| Община Асеновград                                                              | 24,9 | Община Асеновград                                                                 |
| с. Патриарх Евтимово                                                           | 27,4 | с. Патриарх Евтимово                                                              |
|                                                                                | 31,6 | → общински път (за с. Златовръх)                                                  |
| (за с. Избеглии) общински път ←                                                | 32,5 |                                                                                   |
| с. Козаново                                                                    | 34,1 | с. Козаново                                                                       |
| (от с. Поповица) III-804, 19 км, гр. Асеновград →                              | 40,5 | → гр. Асеновград, 19 км, III-804 (до гр. Асеновград)                              |